# Liste der Baudenkmäler in Burghaslach
Auf dieser Seite sind die Baudenkmäler in dem mittelfränkischen Markt Burghaslach zusammengestellt. Diese Tabelle ist eine Teilliste der Liste der Baudenkmäler in Bayern. Grundlage ist die Bayerische Denkmalliste, die auf Basis des Bayerischen Denkmalschutzgesetzes vom 1. Oktober 1973 erstmals erstellt wurde und seither durch das Bayerische Landesamt für Denkmalpflege geführt wird. Die folgenden Angaben ersetzen nicht die rechtsverbindliche Auskunft der Denkmalschutzbehörde.
 Diese Liste gibt den Fortschreibungsstand vom 24. Oktober 2023 wieder und enthält 41 Baudenkmäler.

## Baudenkmäler nach Gemeindeteilen

### Burghaslach
| Lage                                                                | Objekt                                                              | Beschreibung | Akten-Nr.              | Bild           |
| ------------------------------------------------------------------- | ------------------------------------------------------------------- | --- | ---------------------- | -------------- |
| Bamberger Straße 5 (Standort)                                       | Walmdachhaus                                                        | Bezeichnet „1823“ | D-5-75-116-5 Wikidata  | weitere Bilder |
| Bamberger Straße 14 (Standort)                                      | Wohnhaus                                                            | Zweigeschossiger Mansardwalmdachbau über Felsenkeller, mit genuteten Eckpilastern, bandförmigen Gurtgesims, profilierten Hausteinrahmungen und zweiflügliger geschnitzter Holztür, um 1800 | D-5-75-116-6 Wikidata  | weitere Bilder |
| Haslach, in Ortsmitte zwischen Markt- und Kirchplatz (Standort)     | Brücke über die Haslach                                             | Segmentbogenförmige Steinquaderbrücke, Brüstung halbrund abschließend, mittig auf beiden Seiten erkerartige Ausbuchtung, 19. Jahrhundert | D-5-75-116-19 Wikidata | weitere Bilder |
| Nähe Würzburger Straße (Standort)                                   | Friedhof                                                            | Mit stark verwitterten Grabplatten und vorwiegend klassizistischen Grabsteinen im nordöstlichen Teil des Friedhofes, 18. und 19. Jahrhundert | D-5-75-116-2 Wikidata  | weitere Bilder |
| Kirchplatz 1 (Standort)                                             | Schloss                                                             | Dreigeschossiger Walmdachbau über Hakengrundriss mit Fledermausgauben und Hausteinrahmungen, Ostflügel mit rundbogiger Durchfahrt, Nordflügel im Kern 17. Jahrhundert, Um- und Neubau 1822–26 | D-5-75-116-7 Wikidata  | weitere Bilder |
| Kirchplatz 1 (Standort)                                             | Brücke                                                              | Fünfjochige Bogenbrücke aus Quadern mit Lisenen und profilierter Abdeckung, 1778, Brückenbrüstung endet an zwei hohen genuteten Sandsteinpfeilern, um 1800 | D-5-75-116-7 Wikidata  | weitere Bilder |
| Kirchplatz 1 (Standort)                                             | Brüstungsmauer                                                      | Niedrige Mauer mit halbrunden Abschluss, 1778 | D-5-75-116-7 Wikidata  | weitere Bilder |
| Kirchplatz 1 (Standort)                                             | Schlossgraben                                                       | Im südöstlichen Bereich noch erkennbar | D-5-75-116-7 Wikidata  | weitere Bilder |
| Kirchplatz 12 (Standort)                                            | Rathaus, zuvor Schule                                               | Zweigeschossiger Schopfwalmdachbau mit Eckpilastern, Gurtgesims und profilierten Hausteinrahmungen, unter Obergeschossfenstern Putzfeld mit hängendem Tropfen, 1819 | D-5-75-116-9 Wikidata  | weitere Bilder |
| Kirchplatz 12a (Standort)                                           | Evangelisch-lutherische Pfarrkirche St. Ägidius                     | Chorturmkirche, einschiffiges Langhaus mit Walmdach und viergeschossiger Turm auf quadratischem Grundriss mit Zwiebelhaube, 1718–47, oktogonaler Treppenturm mit Zwiebelhaube und neobarocke Fassadengestaltung mit genuteten Lisenen und geohrten, profilierten Sandsteinrahmungen, nach Plänen von Eyrich bezeichnet „1903“; mit Ausstattung | D-5-75-116-1 Wikidata  | weitere Bilder |
| Nähe Kirchplatz, am ehemaligen Friedhof neben der Kirche (Standort) | Kriegerdenkmal                                                      | Obelisk mit Adleraufsatz, 1877, dahinter Pfeilerstellung mit Rundbogenportal, 1922, Stelen mit Feuerschale, 1953 | D-5-75-116-3 Wikidata  | weitere Bilder |
| Marktplatz 2 (Standort)                                             | Wohnhaus                                                            | Mit südlichen Anbau, zweigeschossiger Walmdachbau, mit Eckpilastern, Gurtgesims und glatten Hausteinrahmungen, Hauptbau mit flachem Portalrisalit, Hauptbau 1770/80 | D-5-75-116-10 Wikidata | weitere Bilder |
| Marktplatz 2 (Standort)                                             | Wohnhaus                                                            | Anbau mit ehemaliger korbbogiger Einfahrt, jetzt Fenster, Anbau zweite Hälfte 19. Jahrhundert | D-5-75-116-10 Wikidata | weitere Bilder |
| Marktplatz 2 (Standort)                                             | Hoftor                                                              | Korbbogige Durchfahrt, Sandsteinquaderung, zweite Hälfte 18. Jahrhundert | D-5-75-116-10 Wikidata | weitere Bilder |
| Marktplatz 4 (Standort)                                             | Wohnhaus                                                            | Zweigeschossiger Walmdachbau mit rundbogigem Tor und profiliertem hölzernem Traufgesims, um 1800 | D-5-75-116-11 Wikidata | weitere Bilder |
| Mühlgasse 18 (Standort)                                             | Ehemalige Mühle                                                     | Zweigeschossiger Sandsteinquaderbau mit Walmdach, Eckpilastern, Gurtgesims und profilierten Sandsteinrahmungen, 1786 | D-5-75-116-12 Wikidata | weitere Bilder |
| Nähe Mühlgasse, im Südwesten des Ortes (Standort)                   | Israelitischer Friedhof                                             | Angelegt 1775 | D-5-75-116-4 Wikidata  | weitere Bilder |
| Nähe Mühlgasse, im Südwesten des Ortes (Standort)                   | Taharahaus                                                          | Eingeschossiger Satteldachbau mit Rundbogenfenstern, um 1885 | D-5-75-116-4 Wikidata  | weitere Bilder |
| Nähe Mühlgasse, im Südwesten des Ortes (Standort)                   | Grabmäler                                                           | 1775 bis 19. Jahrhundert | D-5-75-116-4 Wikidata  | weitere Bilder |
| Nähe Mühlgasse, im Südwesten des Ortes (Standort)                   | Einfriedung                                                         | Quadermauerwerk mit Torpfeilern und Eisentor, Ende 19. Jahrhundert | D-5-75-116-4 Wikidata  | weitere Bilder |
| Neustädter Straße 27 (Standort)                                     | Ehemalige Wassermühle, sogenannte Neumühle: Wohn- und Mühlengebäude | Zweigeschossiger, traufseitiger Halbwalmdachbau mit massivem Erd- und Fachwerkobergeschoss sowie Eckpilastern und Gesimsgliederung, 2. Hälfte 18. Jh., Umbau und Aufstockung 1853 | D-5-75-116-13 Wikidata | weitere Bilder |
| Neustädter Straße 27 (Standort)                                     | Ehemalige Wassermühle, sogenannte Neumühle: Nebengebäude            | Schweinestall und Scheune, eingeschossiger Satteldachbau, z. T. Sandsteinquader, z. T. Fachwerk, 18./1. Drittel 19. Jh., Verlängerung nach Nordosten Mitte/2. Hälfte 19. Jh. | D-5-75-116-13          | BW             |
| Neustädter Straße 27 (Standort)                                     | Ehemalige Wassermühle, sogenannte Neumühle: Scheune                 | eingeschossiger Sandsteinquaderbau mit Satteldach, 1855 | D-5-75-116-13          | weitere Bilder |
| Neustädter Straße 27 (Standort)                                     | Ehemalige Wassermühle, sogenannte Neumühle: Stall                   | eingeschossiger, verputzter Satteldachbau mit Ecklisenen und Gesimsgliederung, an der Hofseite Fachwerkzwerchhaus mit Satteldach, bez. 1896 | D-5-75-116-13          | weitere Bilder |
| Nürnberger Straße 3 (Standort)                                      | Wohnhaus                                                            | Zweigeschossiger Mansardwalmdachbau mit Eckpilastern und bandförmigen Gurtgesims, um 1800 | D-5-75-116-14 Wikidata | weitere Bilder |
| Pfarrgasse 1 (Standort)                                             | Wohnhaus                                                            | Zweigeschossiger Walmdachbau über Hakengrundriss, bezeichnet „1812“ | D-5-75-116-15 Wikidata | weitere Bilder |
| Pfarrgasse 4 (Standort)                                             | Wohnhaus                                                            | Zweigeschossiger Satteldachbau, Fachwerkgiebel mit Andreaskreuz, kleinerer, nördlicher Anbau mit Fachwerkobergeschoss, 18. Jahrhundert | D-5-75-116-16 Wikidata | BW             |
| Würzburger Straße 2 (Standort)                                      | Pfarrhaus                                                           | Zweigeschossiger Mansardwalmdachbau mit profiliertem Gurtgesims, 18. Jahrhundert, stichbogige, profilierte Sandsteinrahmungen, Anfang 19. Jahrhundert | D-5-75-116-17 Wikidata | weitere Bilder |
| Steinernes Kreuz, Staatsstraße 2256 nach Freihaslach (Standort)     | Steinkreuze                                                         | Westliches Sühnekreuz stark verwittert, spätmittelalterlich | D-5-75-116-20 Wikidata | weitere Bilder |
| Steinernes Kreuz, Staatsstraße 2256 nach Freihaslach (Standort)     | Steinkreuze                                                         | Östliches Sühnekreuz nur mit oberen Kreuzesarm sichtbar, spätmittelalterlich | D-5-75-116-20 Wikidata | weitere Bilder |
| Steinernes Kreuz, Staatsstraße 2256 nach Freihaslach (Standort)     | Steinkreuz                                                          | Sühnekreuz mit Ritzungen, Schaft im Boden, spätmittelalterlich | D-5-75-116-22 Wikidata | weitere Bilder |
| an der Staatsstraße 2256 nach Freihaslach ()                        | Steinkreuz                                                          | spätmittelalterlich | D-5-75-116-21          |                |

### Breitenlohe
| Lage                                                                         | Objekt                                        | Beschreibung | Akten-Nr.              | Bild           |
| ---------------------------------------------------------------------------- | --------------------------------------------- | --- | ---------------------- | -------------- |
| In Breitenlohe, in moderner Kapelle unterhalb des evang. Friedhof (Standort) | Bildstockaufsatz                              | Halbrund schließende Steintafel mit dem Relief der Kreuzigung, bez. 1715 | D-5-75-116-25 Wikidata | weitere Bilder |
| Breitenlohe 3 (Standort)                                                     | Katholische Kuratiekirche Exaltatio S. Crucis | Chorturmkirche, Langhaus mit Satteldach und Eckpilastern, dreigeschossiger Turm mit Gurtgesimsen, Eckquaderung und Zwiebelhaube, Fenster mit profilierter Hausteinrahmung und Keilstein, Turm im Kern 15. Jahrhundert, sonst bezeichnet „1595“, Veränderungen 1770; mit Ausstattung | D-5-75-116-23 Wikidata | weitere Bilder |
| Breitenlohe 3 (Standort)                                                     | Kirchhofmauer                                 | Verputzt mit Ziegeldeckung | D-5-75-116-23 Wikidata | weitere Bilder |
| Breitenlohe 69 (Standort)                                                    | Ehemaliges Wasserschloss                      | Vierflügelige Anlage mit runden Ecktürmen, dreigeschossig mit Vorhangbogenfenstern, an Westseite zwei Giebel, sonst Walmdächer, Ecktürme mit Pyramidendächern, Hofraum mit runden Treppenturm in Südwestecke und oktogonalen Treppenturm in Nordostecke, im Kern 15. Jahrhundert, 1568 (dendrochronologisch datiert), 1569–71, Ostflügel mit korbbogiger Durchfahrt gerahmt von Halbsäulen auf Pilastervorlagen mit Vasenaufsätzen auf verkröpften Gesims, 1720–30 | D-5-75-116-24 Wikidata | weitere Bilder |
| Breitenlohe 69 (Standort)                                                    | Rest der Wehrmauer                            | Bruchsteinmauer mit Satteldachabschluss sowie Stichbogendurchfahrt und -durchlass, 16. Jh. | D-5-75-116-24 Wikidata | weitere Bilder |
| Breitenlohe 69 (Standort)                                                    | Grabenbrücke                                  | Zweibogige Steinbrücke mit Balustergeländer und Sandsteinfiguren der Immaculata und des hl. Johann Nepomuk, um 1720/30, repariert 1734 | D-5-75-116-24 Wikidata | weitere Bilder |
| Breitenlohe 69 (Standort)                                                    | Graben- und Gartenmauern                      | Steinquadermauerwerk, zum Teil mit Balustergeländer, 16. Jh., Geländer 18. Jh. | D-5-75-116-24 Wikidata | weitere Bilder |

### Buchbach
| Lage                  | Objekt                                             | Beschreibung | Akten-Nr.              | Bild |
| --------------------- | -------------------------------------------------- | --- | ---------------------- | ---- |
| Buchbach 1 (Standort) | Gutshof, Wohnstallhaus                             | zweigeschossiger Satteldachbau, Fachwerkobergeschoss mit K-Streben, 17./18. Jahrhundert                                | D-5-75-116-26 Wikidata | BW   |
| Buchbach 1 (Standort) | Gutshof, ehemalige Knechtswohnung und Stallgebäude | Eingeschossiger Satteldachbau mit Eckquaderung, profilierten Hausteinrahmungen und stichbogigem Tor, bezeichnet „1843“ | D-5-75-116-26 Wikidata | BW   |
| Buchbach 3 (Standort) | Gutshof, Scheune                                   | Eingeschossiger Schopfwalmdachbau mit Eckquaderung, Fachwerkgiebel und kleinen Oculi, bezeichnet „1823“                | D-5-75-116-26 Wikidata | BW   |

### Burghöchstadt
| Lage                       | Objekt            | Beschreibung | Akten-Nr.              | Bild           |
| -------------------------- | ----------------- | --- | ---------------------- | -------------- |
| Burghöchstadt 2 (Standort) | St.-Georg-Kapelle | Saalbau, eingeschossiger Satteldachbau, darauf Dachreiter mit Glockenhaube, glatte Hausteinrahmungen, Portal stichbogenförmig, um 1600; mit Ausstattung | D-5-75-116-27 Wikidata | weitere Bilder |
| Burghöchstadt 2 (Standort) | Friedhofsmauer    | Bruchstein | D-5-75-116-27 Wikidata | weitere Bilder |

### Fürstenforst
| Lage                                                                         | Objekt               | Beschreibung | Akten-Nr.              | Bild           |
| ---------------------------------------------------------------------------- | -------------------- | --- | ---------------------- | -------------- |
| Fürstenforst 69, im Schlosshof Fürstenforst, Anbau an Haus Nr. 69 (Standort) | Brunnen              | Spätmittelalterlich, Brunnenhäuschen aus Fachwerk mit Walmdach, Westseite offen, zweite Hälfte 19. Jahrhundert                         | D-5-75-116-30 Wikidata | BW             |
| Fürstenforst 68, im ehemaligen Schlosshof Fürstenforst (Standort)            | Wohnstallhaus        | Eingeschossiger Satteldachbau mit profilierten, geohrten Hausteinrahmungen, um 1730/40                                                 | D-5-75-116-29 Wikidata | BW             |
| Fürstenforst 70 (Standort)                                                   | Schloss Fürstenforst | Zweigeschossiger Walmdachbau mit Hausteinrahmungen mit Keilstein, Untergeschoss des ehemaligen Bergfrieds 13. Jahrhundert, Aufbau 1735 | D-5-75-116-28 Wikidata | weitere Bilder |

### Gleißenberg
| Lage                      | Objekt                                          | Beschreibung | Akten-Nr.              | Bild           |
| ------------------------- | ----------------------------------------------- | --- | ---------------------- | -------------- |
| Gleißenberg 17 (Standort) | Evangelisch-lutherische Pfarrkirche St. Jakobus | Chorturmkirche, Turm auf quadratischen Grundriss mit Gurtgesims und Spitzhelm, im Kern Ende 15. Jahrhundert, Aufbau 1895, Langhaus mit Satteldach und Rundbogenöffnungen mit Sandsteinrahmungen, um 1660, nördlich erweitert, 1895; mit Ausstattung | D-5-75-116-31 Wikidata | weitere Bilder |

### Kirchrimbach
| Lage                       | Objekt                                                                             | Beschreibung | Akten-Nr.              | Bild           |
| -------------------------- | ---------------------------------------------------------------------------------- | --- | ---------------------- | -------------- |
| Kirchrimbach 23 (Standort) | Wohnhaus                                                                           | Zweigeschossiger Walmdachbau mit verputztem Fachwerkobergeschoss, 1842 | D-5-75-116-32 Wikidata | weitere Bilder |
| Kirchrimbach 31 (Standort) | Alte evangelisch-lutherische Pfarrkirche St. Mauritius, sogenannte Schiestl-Kirche | Chorturmkirche, Turm auf quadratischen Grundriss mit Pyramidendach, im Kern 14. Jahrhundert, Fachwerkobergeschoss 1681, Langhaus, zweigeschossiger Mansardsatteldachbau, 1731–32; mit Ausstattung                                              | D-5-75-116-34 Wikidata | weitere Bilder |
| Kirchrimbach 40 (Standort) | Ehemaliges Wohnstallhaus                                                           | Eingeschossiger Satteldachbau, mit Giebel aus Gitterfachwerk und Sandsteinrahmungen, 1826 | D-5-75-116-33 Wikidata | weitere Bilder |
| Kirchrimbach 40 (Standort) | Scheune                                                                            | Fachwerkbau mit Satteldach und Quadermauer im Westen, wohl zeitgleich | D-5-75-116-33 Wikidata | weitere Bilder |
| Kirchrimbach 47 (Standort) | Pfarrhaus                                                                          | Zweigeschossiger Walmdachbau mit Sohlbankgesims und flachen Fenstererkern | D-5-75-116-36 Wikidata | weitere Bilder |
| Kirchrimbach 47 (Standort) | Verbindungsbau zur Kirche                                                          | Westlich ans Pfarrhaus anschließend, Arkadengang mit Satteldach, um 1915 | D-5-75-116-36 Wikidata | weitere Bilder |
| Kirchrimbach 49 (Standort) | Neue evangelisch-lutherische Pfarrkirche, Christuskirche                           | Neugotische Chorturmkirche, Sandsteinquaderbau, quadratischer Turm verjüngt sich im Läutgeschoss zu Oktogon mit Pyramidendach, Langhaus mit Satteldach und Schopf, nach Plänen von Theodor Eyrich, 1902–03, bezeichnet „1903“; mit Ausstattung | D-5-75-116-35 Wikidata | weitere Bilder |

### Niederndorf
| Lage                             | Objekt | Beschreibung                                                                                           | Akten-Nr.              | Bild           |
| -------------------------------- | ------ | --- | ---------------------- | -------------- |
| Haslach; Nähe Haslach (Standort) | Brücke | Steinquaderbau mit zwei Segmentbögen, 19. Jahrhundert                                                  | D-5-75-116-38 Wikidata | weitere Bilder |
| Niederndorf 45 (Standort)        | Mühle  | Zweigeschossiger Walmdachbau mit Fachwerkobergeschoss und geohrten Fensterrahmungen, bezeichnet „1733“ | D-5-75-116-37 Wikidata | weitere Bilder |

### Oberrimbach
| Lage                      | Objekt                            | Beschreibung                                                                                      | Akten-Nr.              | Bild           |
| ------------------------- | --------------------------------- | ------------------------------------------------------------------------------------------------- | ---------------------- | -------------- |
| In Oberrimbach (Standort) | Katholische Kapelle St. Sebastian | 1830; mit Ausstattung                                                                             | D-5-75-116-39 Wikidata | weitere Bilder |
| Oberrimbach 29 (Standort) | Ehemaliges Gasthaus Weißes Roß    | Zweigeschossiger Walmdachbau mit verputztem Fachwerkobergeschoss und Ecklisenen aus Quadern, 1801 | D-5-75-116-40 Wikidata | weitere Bilder |

### Seitenbuch
| Lage                    | Objekt                            | Beschreibung                                                                | Akten-Nr.              | Bild |
| ----------------------- | --------------------------------- | --------------------------------------------------------------------------- | ---------------------- | ---- |
| Schloßberg (Standort)   | Schlossbrunnen                    | Steingefaßte Quelle, speist den Graben einer abgegangenen Burg Plank        | D-5-75-116-43 Wikidata | BW   |
| Seitenbuch 9 (Standort) | Ehemaliges Castellsches Forsthaus | Eingeschossiger, traufständiger Schopfwalmdachbau mit Eckquaderung, um 1800 | D-5-75-116-42 Wikidata | BW   |

### Unterrimbach
| Lage                       | Objekt              | Beschreibung                                                                                          | Akten-Nr.              | Bild           |
| -------------------------- | ------------------- | --- | ---------------------- | -------------- |
| Unterrimbach 19 (Standort) | Ehemaliges Gasthaus | Zweigeschossiger Quaderbau mit Satteldach, Gurtgesims und klassizistischer Holztür, bezeichnet „1816“ | D-5-75-116-44 Wikidata | weitere Bilder |